# Констанцский мир
Констанцский мир 1183 года — мирное соглашение между германским императором Фридрихом I Барбароссой и Ломбардской лигой в городе Констанц, заключённое 25 июня 1183 года. По этому договору, итальянским городам, входившим в Ломбардскую лигу, было предоставлено право самостоятельно выбирать консулов, которые затем лишь утверждались императором. Помимо того городам Ломбардской лиги предоставлялось право возводить фортификации. В случае похода императора в Италию города должны были поставлять ему вспомогательные войска и содержать его двор, император же обязывался не стеснять их долгим пребыванием. Фактически Констанцский мир 1183 года оформил автономию городов Ломбардии.